# محمد عيسى خان
محمد عيسى خان (بالأردية: محمد عیسیٰ خان) (مواليد 20 نوفمبر 1983) هو لاعب كرة قدم باكستاني سابق. شارك مع منتخب باكستان لكرة القدم في 38 مباراة وأحرز 11 هدفاً.
يشغل حالياً منصب المدير الفني لنادي مختبرات خان للأبحاث الذي يلعب في دوري باكستان الممتاز.

## وصلات خارجية
- محمد عيسى خان على موقع قاعدة بيانات كرة القدم.إي يو (الإنجليزية)
- محمد عيسى خان على موقع ناشيونال فوتبول تيمز (الإنجليزية)
- محمد عيسى خان على موقع GSA (الإنجليزية)